# 保田與重郎
保田 與重郎（保田 与重郎、やすだ よじゅうろう、1910年（明治43年）4月15日 - 1981年（昭和56年）10月4日）は、日本の文芸評論家。多数の著作を刊行した。湯原冬美の筆名も用いた。

## 来歴
奈良県十市郡桜井町（現桜井市）生まれ。旧制奈良県立畝傍中学校を経て、大阪市阿倍野区にあった旧制大阪高等学校から東京帝国大学文学部美学美術史学科卒業。大阪高校時代にはマルクス主義にも触れ、蔵原惟人や中条百合子の作品を評価していた。また、高校時代の同級に竹内好がおり、後に保田が中国を訪れた際には竹内が案内役となった。
東京帝大在学中から大阪高時代の同窓生と共に『コギト』を主宰。高校時代のマルクス主義からヘルダーリンやシュレーゲルを軸としたドイツロマン派に傾倒し、近代文明批判と日本古典主義を展開した。1936年（昭和11年）に、処女作である「日本の橋」で第1回池谷信三郎賞を受賞、批評家としての地位を確立する。1938年（昭和13年）「戴冠詩人の御一人者」で第2回透谷文学賞を受賞。更に亀井勝一郎・中島栄次郎らと『日本浪曼派』創刊に関わり、太平洋戦争（大東亜戦争）終了まで戦争を「正当化」し戦線の拡大を扇動する。
1948年（昭和23年）に公職追放。戦争中の論調から言論ばかりか、その存在が黙殺されるも1958年（昭和33年）に京都の鳴瀧に山荘「身余堂（しんよどう）」を構え、以後を同地で過ごした。佐藤春夫は「そのすみかを以て詩人と認める」とし、東の詩仙堂と並べて「西の身余堂」と絶賛し、また、川端康成は「詩仙堂よりも保田邸のほうがずっと優れている」と断じたという。
1960年代後半から日本浪曼派が再評価されると同時に論壇に復権し、「祖国」を創刊する傍ら匿名で時評文を書いた。
1981年10月4日、肺癌のため京都市左京区の京都大学結核胸部疾患研究所（現・京都大学ウイルス・再生医科学研究所）附属病院で死去。戒名は身余円融普周僉然大居士。
滋賀県大津市の義仲寺の再建に尽力し、分骨の墓所は同寺にある。本来の墓所は、菩提寺から桜井市脇谷公園墓地に移されている。

## 作風
橋川文三『日本浪曼派批判序説』では、保田の作風はデスペレートな（絶望的な）諦観に貫かれており、それが古典の学識に彩られており、ファシズム的な、あるいはナチズム的な能動的な高揚感ではなく、死を背後に担った悲壮感を漂わせていたとのことであり、それが、特攻を企画した軍への反感とあいまって、戦意高揚に資したと戦後批判されることになったとされる。
明治維新以降の神道の国教化（国家神道）に疑問を呈し、上古の神道とは異なるのではと評した。キリスト教のような布教する宗教ではなく、あくまで自然に根ざした人間の本源的な宗教であり、信仰の強制＝皇民化に反対していた。大東亜共栄圏の侵略の方便に神道が使われることに、祭政一致の観点から嫌悪を示していた。
「絶対平和論」では、近代性の克復により、アジアの根源的精神性の目覚めを期待していた。当人は、そもそもの文明の母体であるアジアの豊繞さの熟成が望まれているのだから、当然戦争という手段は、峻拒されると考えていた。
戦時下の保田の文章でも、神儒分離が徹底主張され、所謂「皇国史観」とは、種類を異にしている。消極的ながら、厭戦的なものを忍ばせていた。本居宣長が「直毘霊」以来の神ながらの道（新国学）に純粋に徹したと言われる。

## 評価
作品は、「大和桜井の風土の中で身につけた豊かな日本古典の教養と迅速な連想による日本美論である」と言われる。また渡辺和靖『保田與重郎研究』により、保田は大正教養主義イデオローグの圧倒的影響下にあることが指摘されたが、論理的飛躍が散見され、著者の保田に対する道義的非難を前提とする感がある。

## 著作
- 『英雄と詩人 文藝評論集』人文書院、1936
- 『日本の橋』芝書店、1936。東京堂（改版）、1939。角川選書[4] 1970。講談社学術文庫 1990
- 『蒙疆』生活社、1938、新版1943
- 『戴冠詩人の御一人者』東京堂、1938
- 『後鳥羽院－日本文學の源流と傳統』思潮社、1939。萬里閣（増補版）、1942
- 『ヱルテルは何故死んだか』ぐろりあ・そさえて、1939。酣燈社学生文庫 1951（新書判）
- 『浪曼派的文藝批評』人文書院、1939
- 『佐藤春夫』弘文堂〈教養文庫〉、1940、新版1958。日本図書センター「近代作家研究叢書」1993（復刻）
- 『文學の立場』古今書院、1940
- 『民族的優越感』道統社、1941
- 『環境と批評』協力出版、1941
- 『近代の終焉』小學館、1941
- 『美の擁護』實業之日本社、1941
- 『民族と文藝』ぐろりあ・そさえて、1941
- 『日本語録』新潮社〈新潮叢書〉、1942
- 『和泉式部私抄』育英書院、1942。日本ソノ書房 1969
- 『古典論』大日本雄辯會講談社、1942
- 『萬葉集の精神－その成立と大伴家持』筑摩書房、1942
- 『風景と歴史』天理時報社、1942
- 『詩人の生理』人文書院、1942
- 『芭蕉』新潮社〈日本思想家選集〉、1943。講談社学術文庫 1989
- 『南山踏雲録』小学館、1943
- 『文明一新論』第一公論社、1943
- 『皇臣傳』大日本雄辯會講談社、1943
- 『機織る少女』萬里閣、1943
- 『日本に祈る』祖國社 1950
- 『絶対平和論』祖國社 1950
- 『現代畸人傳』新潮社 1964
- 『日本の美術史』新潮社 1968[5]
- 『日本浪曼派の時代』至文堂 1969
- 『日本の美とこころ』読売新聞社〈読売選書〉1970
- 『歌集 木丹木母集』新潮社 1971
- 『日本の文學史』新潮社 1972
- 『方聞記』新潮社 1975
- 『萬葉集名歌選釋』新学社教友館〈新学選書〉1975
- 『冰魂記』白川書院 1978。恒文社 1985
- 『天降言』文藝春秋〈人と思想〉1979。選集で読みは「あもりごと」
- 『わが萬葉集』新潮社 1982。文春学藝ライブラリー文庫 2013（片山杜秀解説）
- 『日本史新論』新潮社 1984。解説桶谷秀昭
- 『保田與重郎文芸論集』講談社文芸文庫 1999。川村二郎編（現行かな表記）
- 『保田與重郎　日本浪曼派の時代（抄）／みやらびあはれ』「作家の自伝97」日本図書センター 1999。解説桶谷秀昭
- 『ふるさとなる大和　日本の歴史物語』展転社 2013（児童向け、序ロマノ・ヴルピッタ）

### 作品集
- 『保田與重郎著作集 第2巻』南北社 1968。本巻のみ刊行[6]
- 『保田與重郎選集』[7]全6巻 講談社 1971-1972
- 『保田與重郎全集』全40巻別巻5[8] 講談社 1985-1989 - 全巻解説・谷崎昭男[9]
- 『保田與重郎文庫』全32巻 新学社 1999-2003（各巻に解説）

## 共著
- 『大和 長谷寺』淡交社、1965（写真：葛西宗誠）
- 『日本のこころ 日本浪漫派の美意識　心の対話』 中河與一と、日本ソノ書房、1969。ぺりかん社、1982
- 『万葉路 山ノ辺の道』新人物往来社 1973（写真：片岡敏男）
- 『カラー万葉の歌』淡交社 1975（写真：大道治一）
- 『歌集 炫火頌（カギロイシヨウ）』棟方志功画、講談社文庫、1982（電子書籍で再刊） 
  - 『棟方志功　講談社版 アート・ブックス』大日本雄弁会講談社、1956[10]

## 伝記研究
- 谷崎昭男 『花のなごり　先師保田與重郎』（新学社、1997）[11]
- 谷崎昭男 『保田與重郎　吾ガ民族ノ永遠ヲ信ズル故ニ』（ミネルヴァ書房〈日本評伝選〉、2017）
- 『私の保田與重郎』（新学社、2010）- 175篇の感懐・回想を収録
- 『身余堂書帖』（講談社、1989）- 書蹟集、「全集」完結出版
- 『保田與重郎アルバム』（新学社、1989）- 全集編集室編（非売品）、同上
- 『保田與重郎のくらし　京都・身余堂の四季』（新学社、2007）[12] - 愛蔵版も刊
- 前田英樹 『保田與重郎を知る』（新学社、2010）- 生誕100年記念出版、DVD付き[13]
- 前田英樹 『日本人の信仰心』（筑摩選書、2010）
- 前田英樹 『保田與重郎の文学』（新潮社、2023）- 大著の作品論
- 桶谷秀昭 『保田與重郎』（新潮社、1983／講談社学術文庫、1996）
- 桶谷秀昭 『浪曼的滑走　保田與重郎と近代日本』（新潮社、1997）
- ロマノ・ヴルピッタ 『不敗の条件　保田與重郎と世界の思潮』（中央公論社〈中公叢書〉、1995）
- 福田和也 『保田與重郎と昭和の御代』（文藝春秋、1996）
- 吉見良三 『空ニモ書カン　保田與重郎の生涯』（淡交社、1998）
- ケヴィン・マイケル・ドーク『日本浪曼派とナショナリズム』（小林宜子訳、柏書房、1997）[14]
- 川村二郎 『イロニアの大和』（講談社、2003）
- 近藤洋太 『保田與重郎の時代』（七月堂、2003）[11]
- 渡辺和靖 『保田與重郎研究　一九三〇年代思想史の構想』（ぺりかん社、2004）
- 古木春哉 『保田與重郎の維新文学　私のその述志案内』（白河書院、2005）[11]
- 澤村修治 『敗戦日本と浪曼派の態度』（ライトハウス開港社、2015）[15]
- 前田雅之 『保田與重郎　近代・古典・日本』（勉誠出版、2017）
- 阿部正路 『保田與重郎　主としてその戦後論』（林道舎、1987）
- 神谷忠孝・奥出健編 『保田與重郎書誌』（笠間書院〈笠間叢書〉、1979）、オンデマンド版2015